# دانشگاه فلوریدا

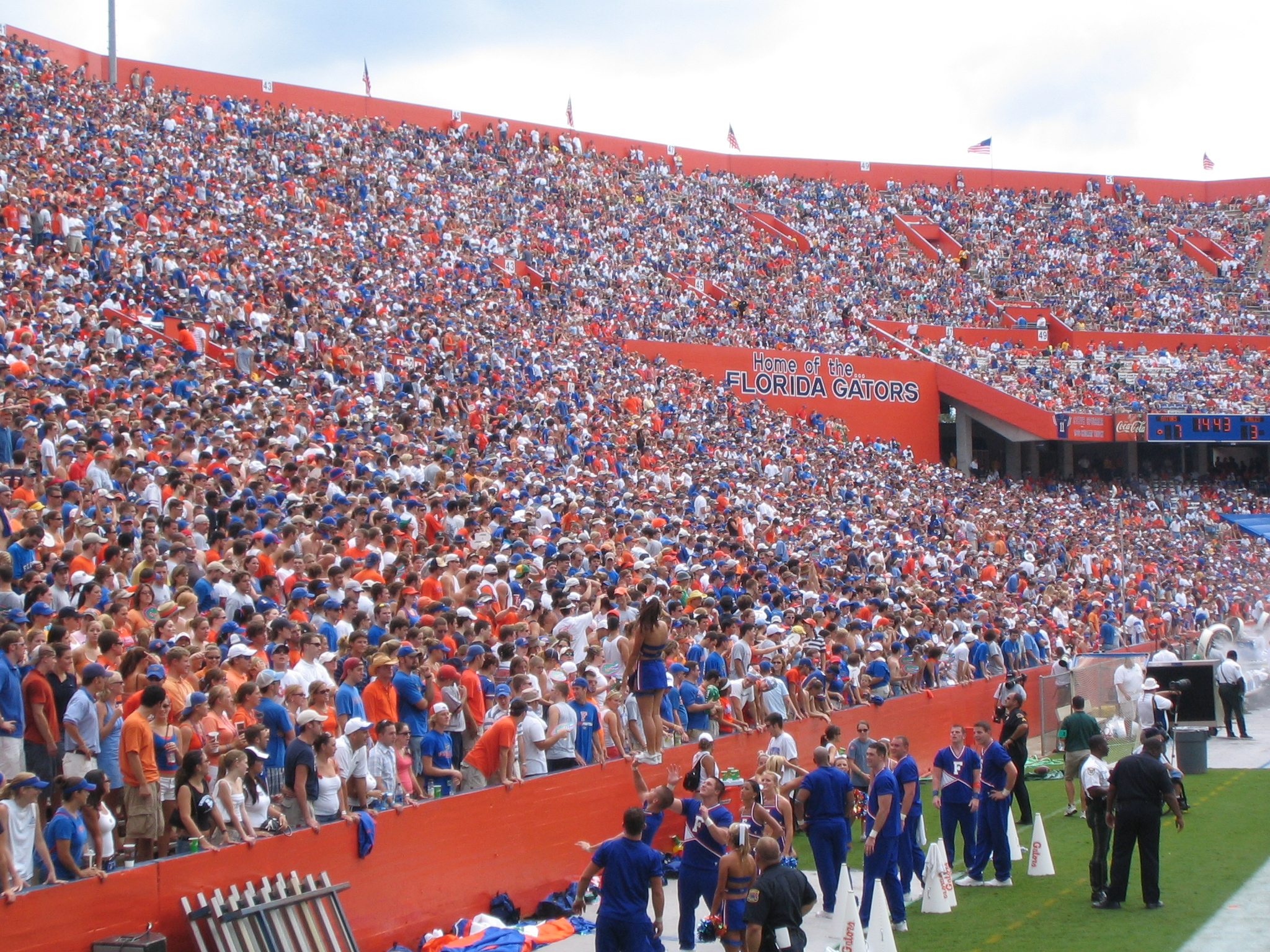
هواداران تیم فوتبال آمریکایی دانشگاه فلوریدا در ورزشگاه ۹۱۰۰۰ نفری این دانشگاه

دانشگاه فلوریدا (به انگلیسی: University of Florida) یک دانشگاه تحقیقاتی دولتی در گینزویل واقع در ایالت فلوریدا آمریکا است که در سال ۱۸۵۳ میلادی بنیان‌نهاده شده‌است. این دانشگاه چهارمین دانشگاه بزرگ ایالات متحده به‌شمار می‌رود. 

## تاریخچه
این دانشگاه در سال ۱۸۵۳ میلادی تأسیس شده است. در آغاز کار این دانشگاه تنها مردان سفیدپوست اجازه ثبت‌نام داشتند. از سال ۱۹۴۷ میلادی زنان سفیدپوست اجازه ثبت‌نام پیدا کردند و از سال ۱۹۵۸ میلادی سیاهپوستان هم اجازه ثبت‌نام پیدا کردند.

## رنکینگ
در رتبه‌بندی دانشگاه‌های جهان QS در سال ۲۰۲۰ دانشگاه فلوریدا در رده  ۱۶۷ دنیا قرار گرفته‌است. همچنین در رتبه‌بندی مؤسسه تایمز در سال ۲۰۲۰ این دانشگاه رتبه ۱۷۵ را در بین دانشگاه‌های جهان از آن خود کرده‌است.

## دانشکده‌ها
دانشگاه فلوریدا هم‌اکنون دارای ۱۶ دانشکده است که بیش از ۱۰۰ رشته کارشناسی و ۲۰۰ رشته کارشناسی ارشد ارائه می‌دهند.

### فهرست دانشکده‌ها
- دانشکده کشاورزی و علوم زیستی
- دانشکده مدیریت
- دانشکده طراحی، ساخت و برنامه‌ریزی
- دانشکده دندانپزشکی
- دانشکده آموزش
- دانشکده مهندسی
- دانشکده هنرهای زیبا
- دانشکده بهداشت و عملکرد انسانی
- دانشکده خبرنگاری و ارتباطات
- دانشکده حقوق
- دانشکده علوم و علوم انسانی
- دانشکده پزشکی
- دانشکده پرستاری
- دانشکده داروسازی

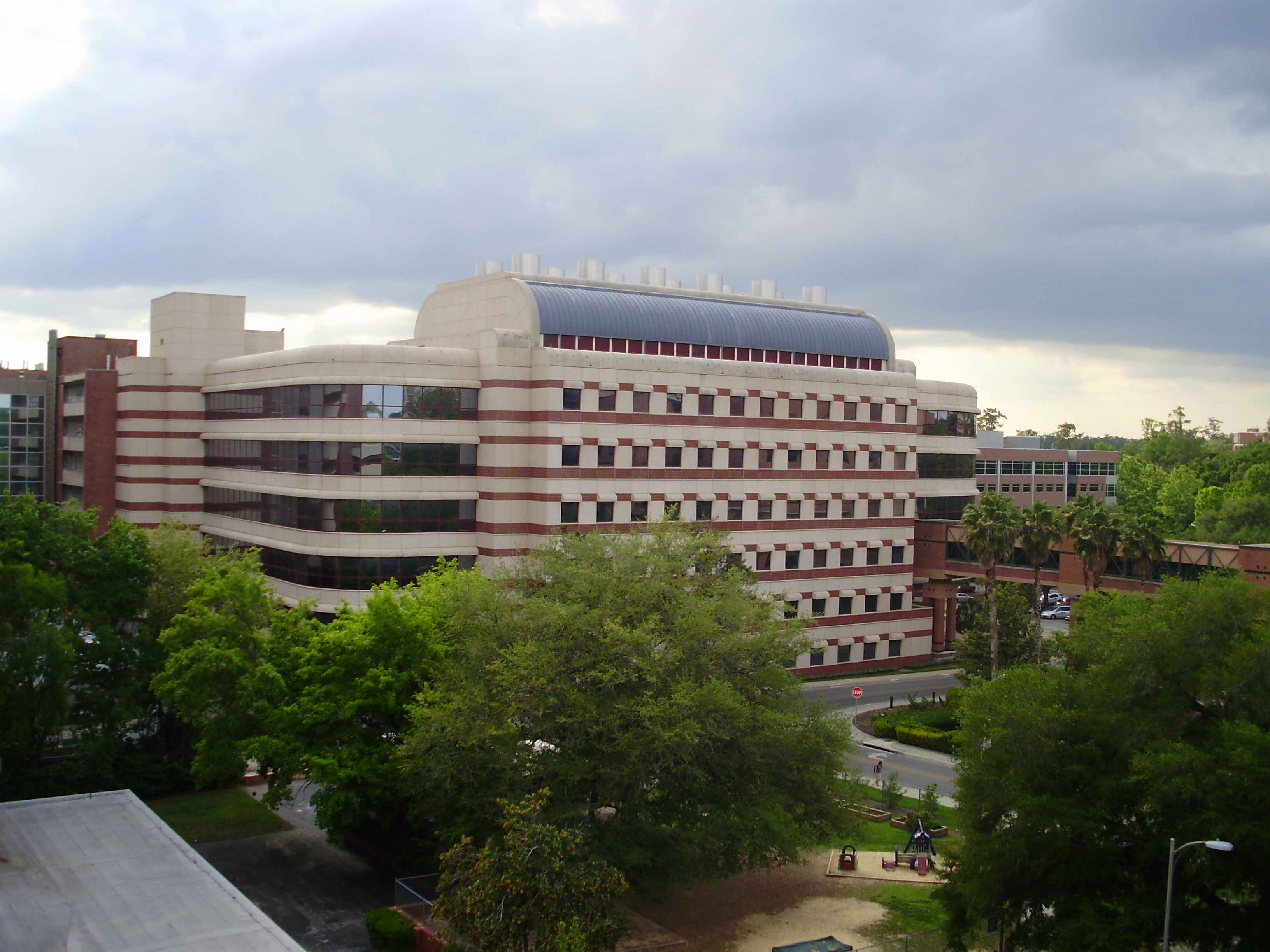

- دانشکده بهداشت عمومی و تخصص‌های پیراپزشکی
- دانشکده دامپزشکی

## دانشجویان خارجی

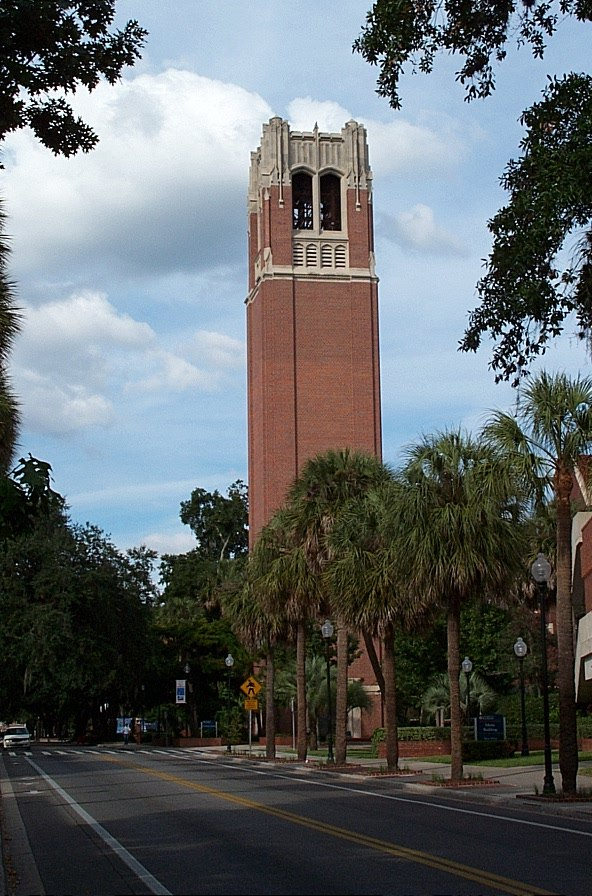
برج یادبود دانشجویان سربازان «سنچوری» دانشگاه، ساخت سال ۱۹۵۳

### ایرانیان در دانشگاه فلوریدا
بیشتر ایرانیان ساکن شهر گینزویل به عنوان دانشجو یا استاد در دانشگاه فلوریدا مشغول به کار هستند. انجمن دانشجویان ایرانی دانشگاه فلوریدا (Persian Students Society) در سال ۱۹۹۸تأسیس شده‌است و در حال حاضر ۶۰ عضو فعال دارد. از فعالیت‌های فعلی این انجمن می‌توان به برگزاری مهمانی‌های مختلف در مناسبت‌های ویژه‌ای از قبیل عید نوروز و سیزده‌به‌در اشاره کرد.

## نگارخانه مشاهیر

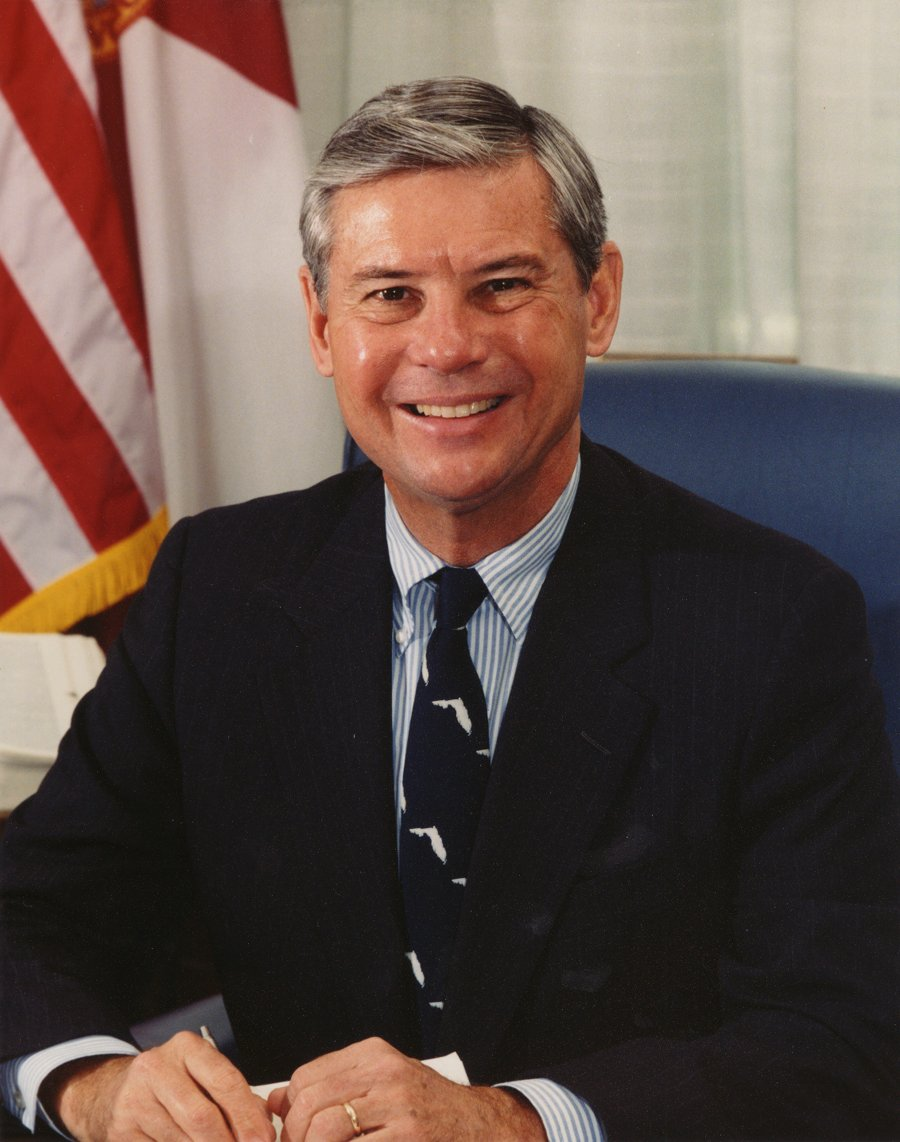
باب گراهام
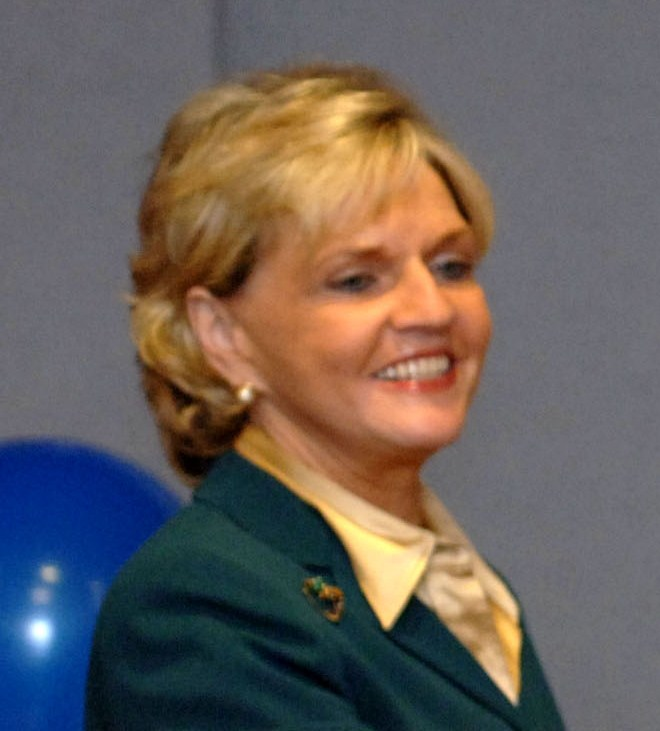
Beverly Perdue
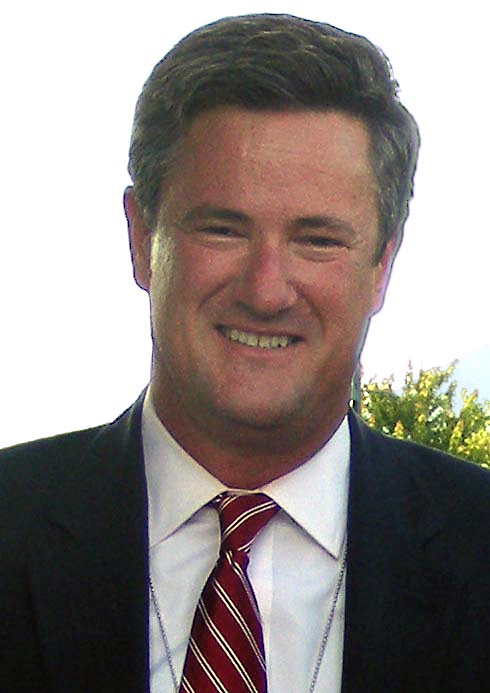
Joe Scarborough
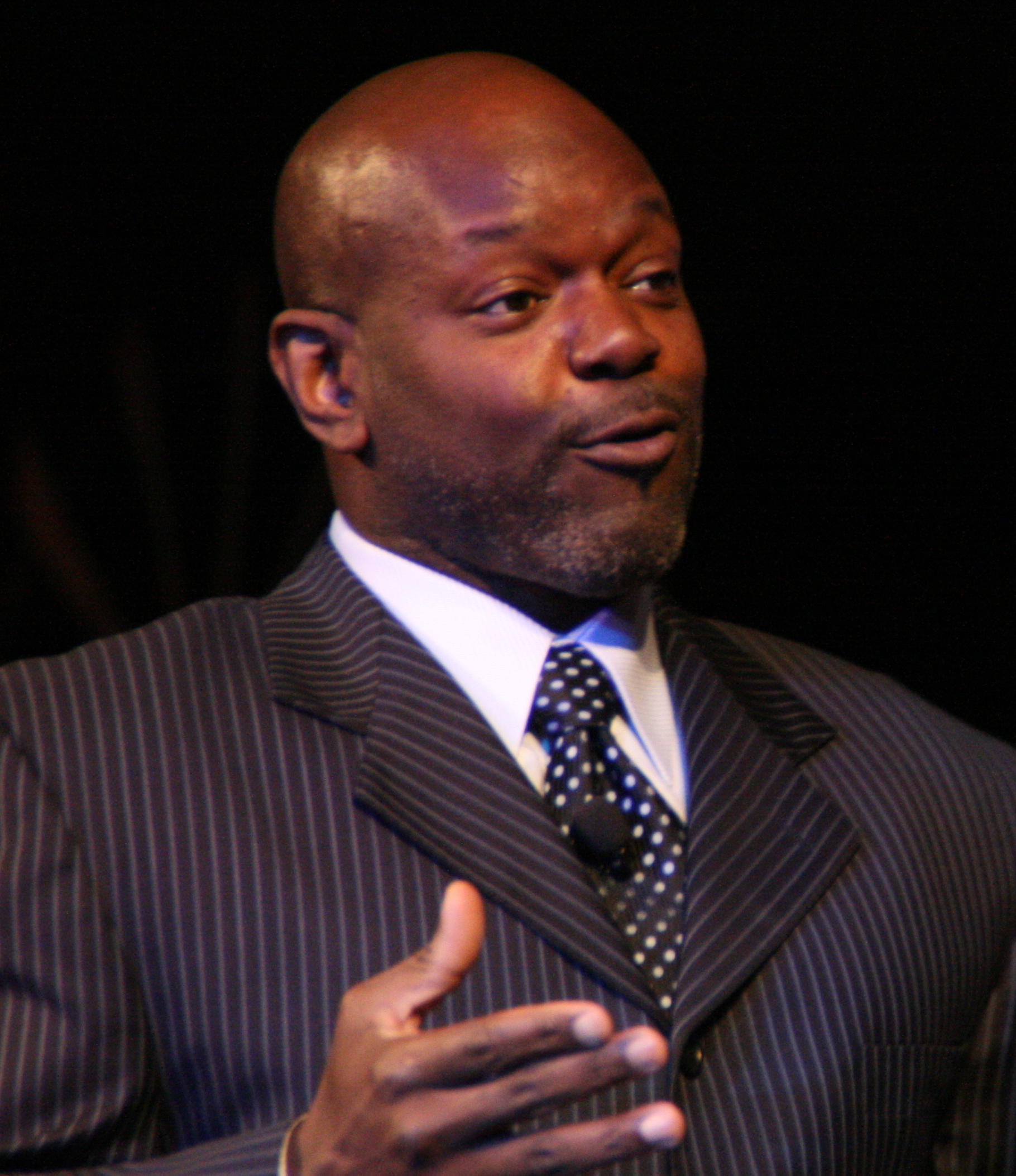
Emmitt Smith
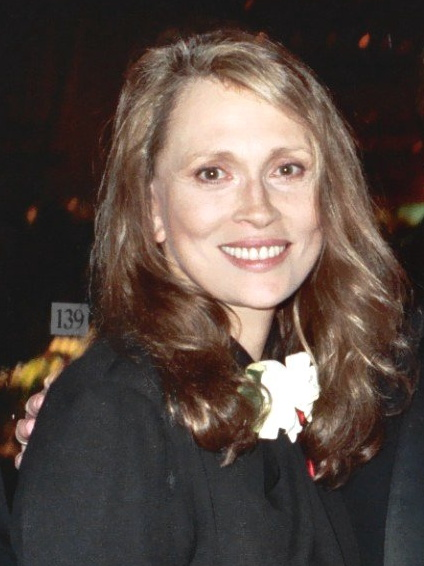
فی داناوی
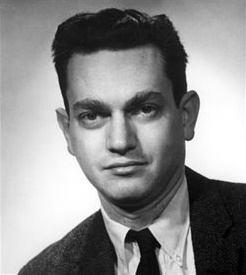
مارشال وارن نایرنبرگ
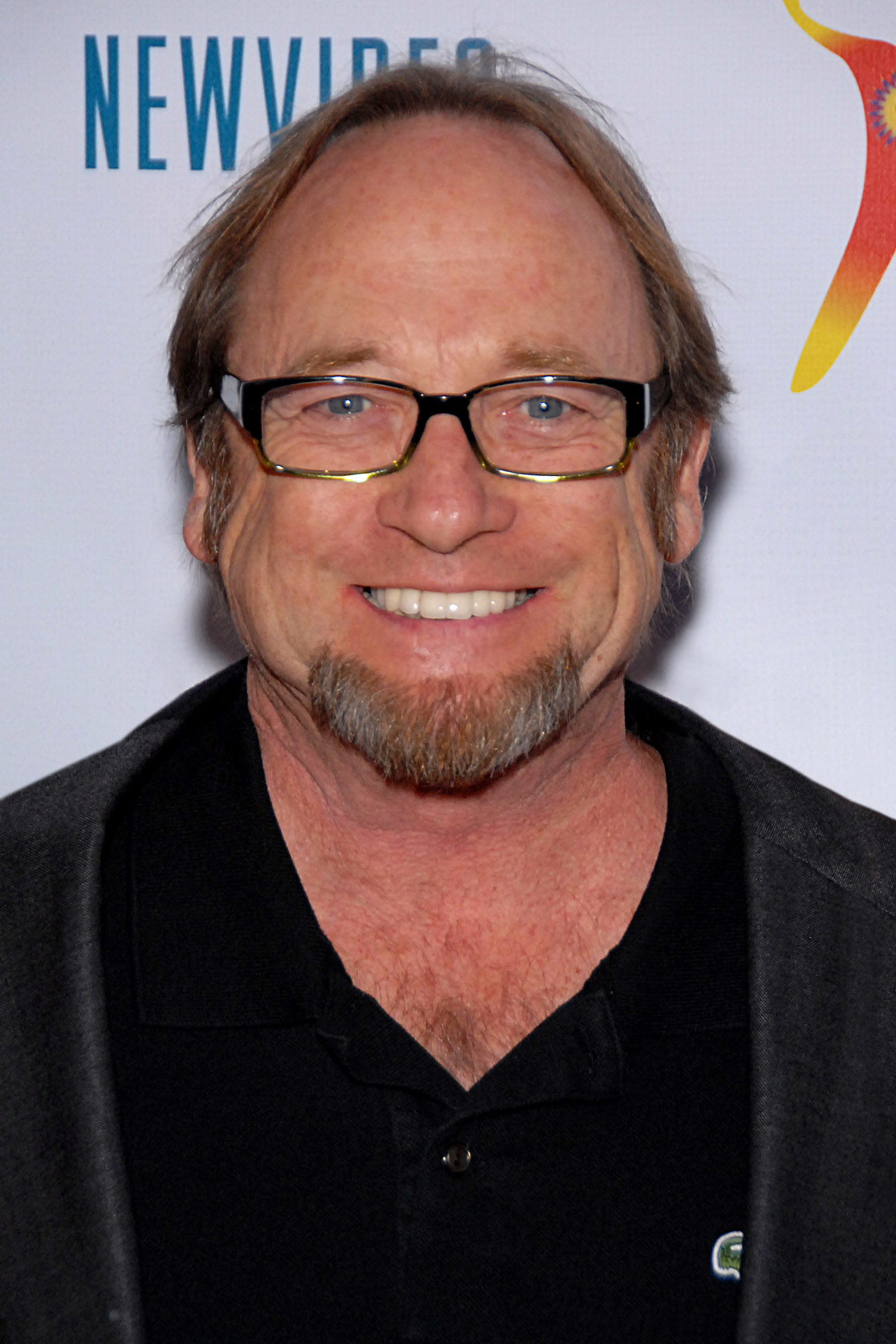
استیون استیلز
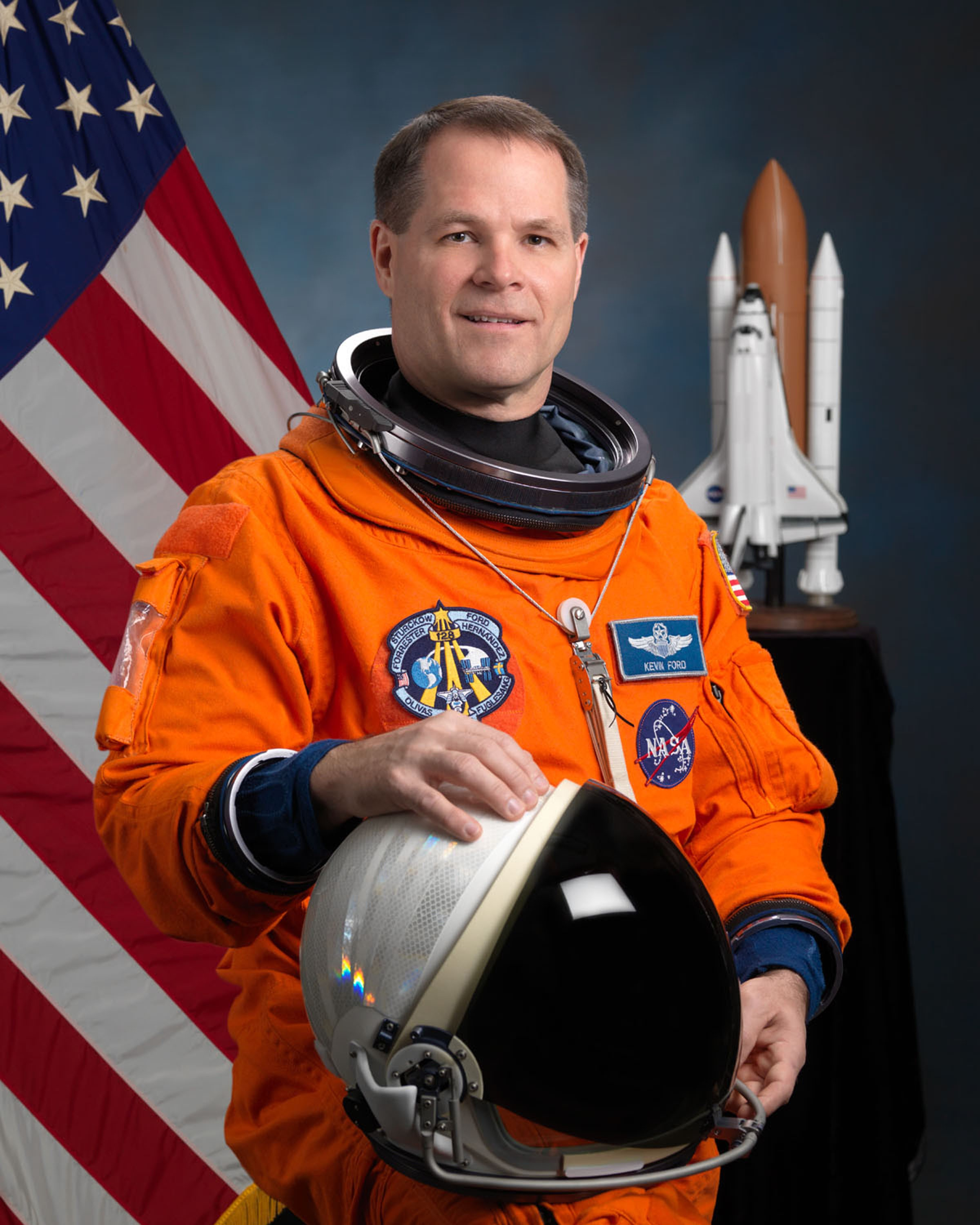
کوین ای. فورد
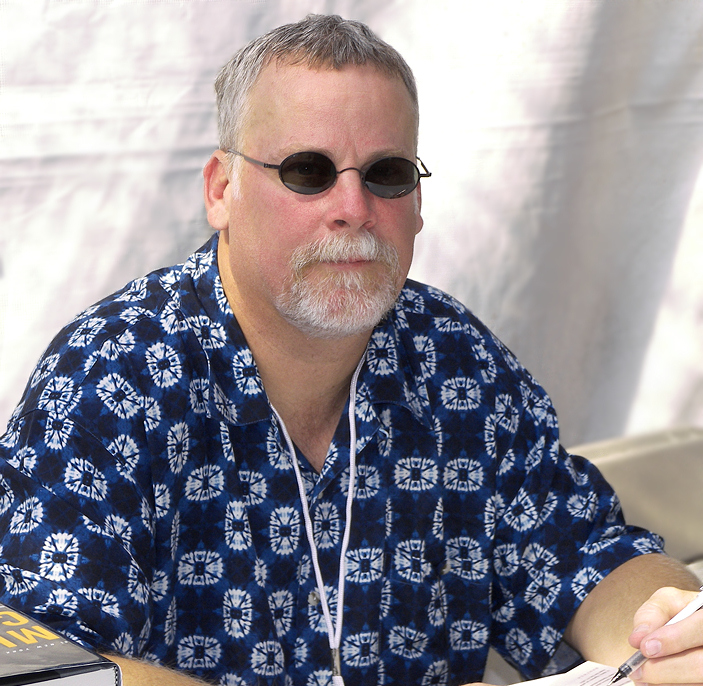
مایکل کانلی
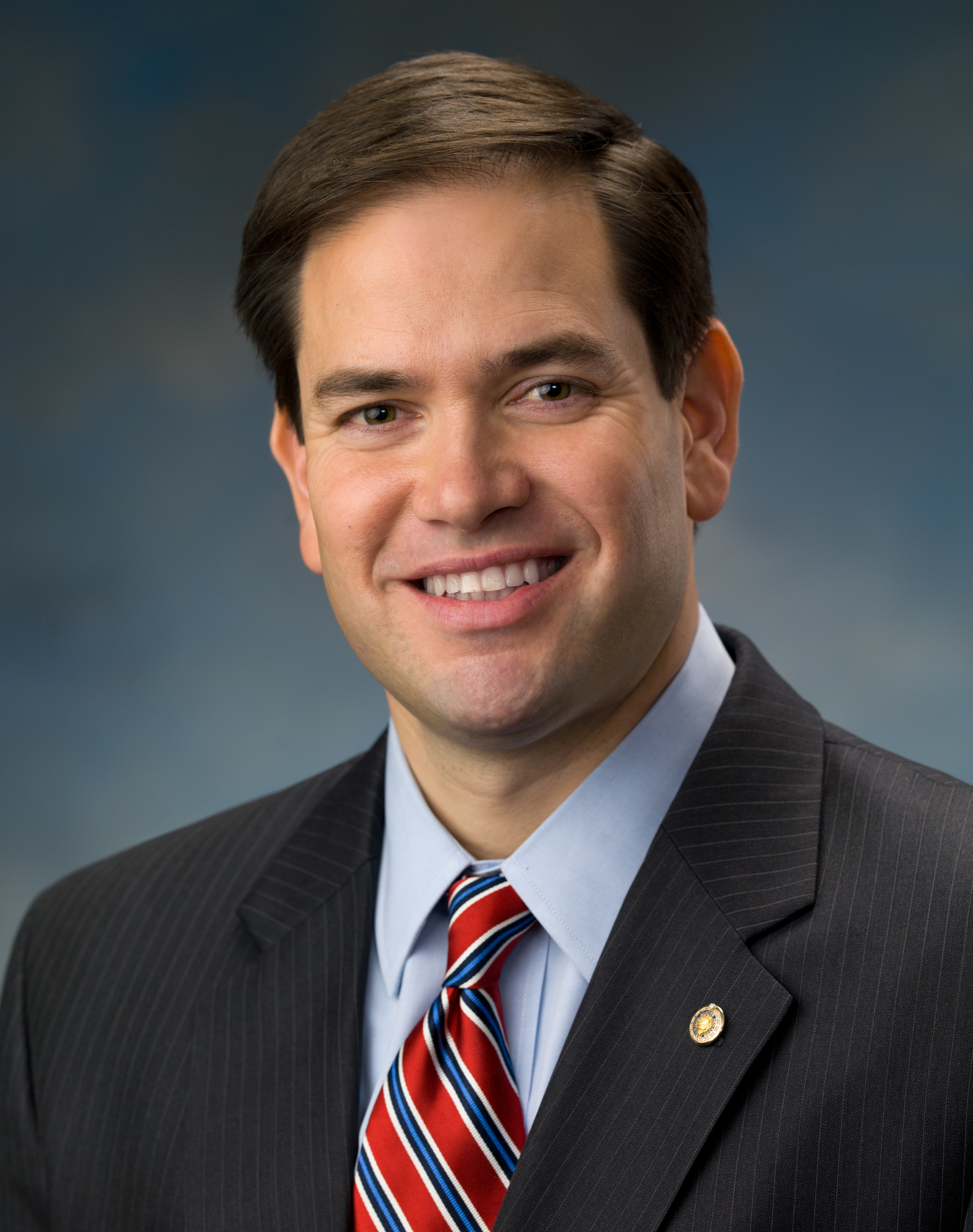
مارکو روبیو
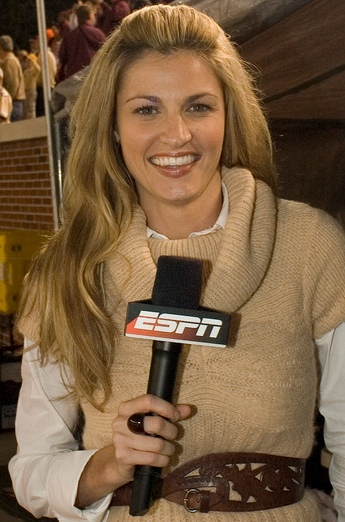
Erin Andrews